# Период Намбокутё
Период Намбокутё (яп. 南北朝時代 намбоку-тё дзидай, «период южного и северного дворов») ― период в истории Японии с 1336 по 1392 год, характеризующийся борьбой за власть между двумя династиями — северной (яп. 北朝 хокутё) с резиденцией в Киото и южной (яп. 南朝 нантё) с центром в Йосино, центральными фигурами которых были, соответственно, Асикага Такаудзи и Император Го-Дайго, а также процессом распада поместной системы сёэн и возникновением в стране княжеств.